# Ханс-Юрген фон Арним
Ханс Юрген фон Арним (на немски: Hans-Jürgen von Arnim) е немски генерал-полковник, участник в Първата и Втората световна война. Син е на генерал Сикст фон Арним и е роден в Ернсдорф, Германия през 1889 година.

## Биография

### Ранен живот и Първа световна война (1914 – 1918)
Ханс Юрген фон Арним е роден на 4 април 1889 г. в Ернсдорф, Силезия. Присъединява се към германската армия през 1907 година. През следващата година е офицерски кадет и служи в 4-ти пехотен полк (4th Footguards Regiment). По време на Първата световна война участва в бойните действия и на двата фронта, Източния и Западния. Издига се до звание хауптман.

#### Между военен период
След Първата световна война се присъединява към Райхсвера и се издига до командир на елитния 68-и пехотен полк в Берлин. На 1 юли 1934 г. е издигнат в звание оберст. С възхода на националсоциализма е повишен до генерал-майор, на 1 януари 1938 година.

### Втора световна война (1939 – 1945)
Няколко дни след началото на Полската кампания, на 8 септември 1939 г., получава командването на 52-ра пехотна дивизия и я ръководи по време на бойните действия. Командва същата формация и в битката за Франция.
На 5 октомври 1940 година Арним получава командването на 17-а танкова дивизия. Командва тази дивизия в началния период от войната срещу Съветския съюз в рамките на танковата група на Хайнц Гудериан. Ранен няколко дни след започването на Операция „Барбароса“, Арним се възстановява около два месеца. През септември участва в обкръжаването на съветските войски около Киев. По-късно се отличава в сраженията около Брянск и е повишен в чин генерал-лейтенант (в сила от октомври 1941 г.). През ноември 1941 г. поема командването на 39-и моторизиран корпус, който е разбит месец по-късно при Тихвин.
Арним командва 39-и моторизиран (от юли 1942 г. – танков) корпус до края на 1942 година, когато е повишен в звание генерал-полковник и назначен за командир на 5-а танкова армия, съответно на 4 и 3 декември, а от 9 декември и на всички сили на Оста в Тунис. Назначен е за главнокомандващ на група армии „Африка“ и на Африканския корпус от март 1943 година, до пленяването му от британската индийска 4-та пехотна дивизия на 12 май 1943 година.

#### Пленяване и смърт
Фон Арним прекарва остатъка от войната като британски военнопленник и е освободен на 1 юли 1947 година. Той се завръща в Германия, но умира на 1 септември 1962 година в Бад Вилдунген.
Разказва се историята, че след като е пленен той очаква да се срещне с офицер с еквивалентен на неговия ранг и желае да види Дуайт Айзенхауер. Айзенхауер отговаря на своите помощници да разберат колкото се може повече информация, но че личната среща е невъзможна. Той отказва да се среща с нацистки офицери до окончателната капитулация на Германия.

## Военна декорация
- Германски орден „Железен кръст“ – II (1914) и I степен (1914)
- Рицарски кръст на Хоенцолерн (1918) – с мечове (7 септември 1918)
- Хамбургски орден „Ханзейски кръст“ (?)
- Германска „Значка за раняване“ (1918) – сребърна (?)
- Германски орден „Кръст на честта“ (?)
- Сребърна пластинка към ордена Железен кръст (1939) – II (13 септември 1939) и I степен (3 октомври 1939)
- Орден „Германски кръст“ (1942) – златен (18 май 1942)
- Рицарски кръст (4 септември 1941)
- Упоменат в ежедневния доклад на Вермахтберихт (3 май 1943)
- Ръкавна лента на „Африканския корпус“